# Muro di controripa

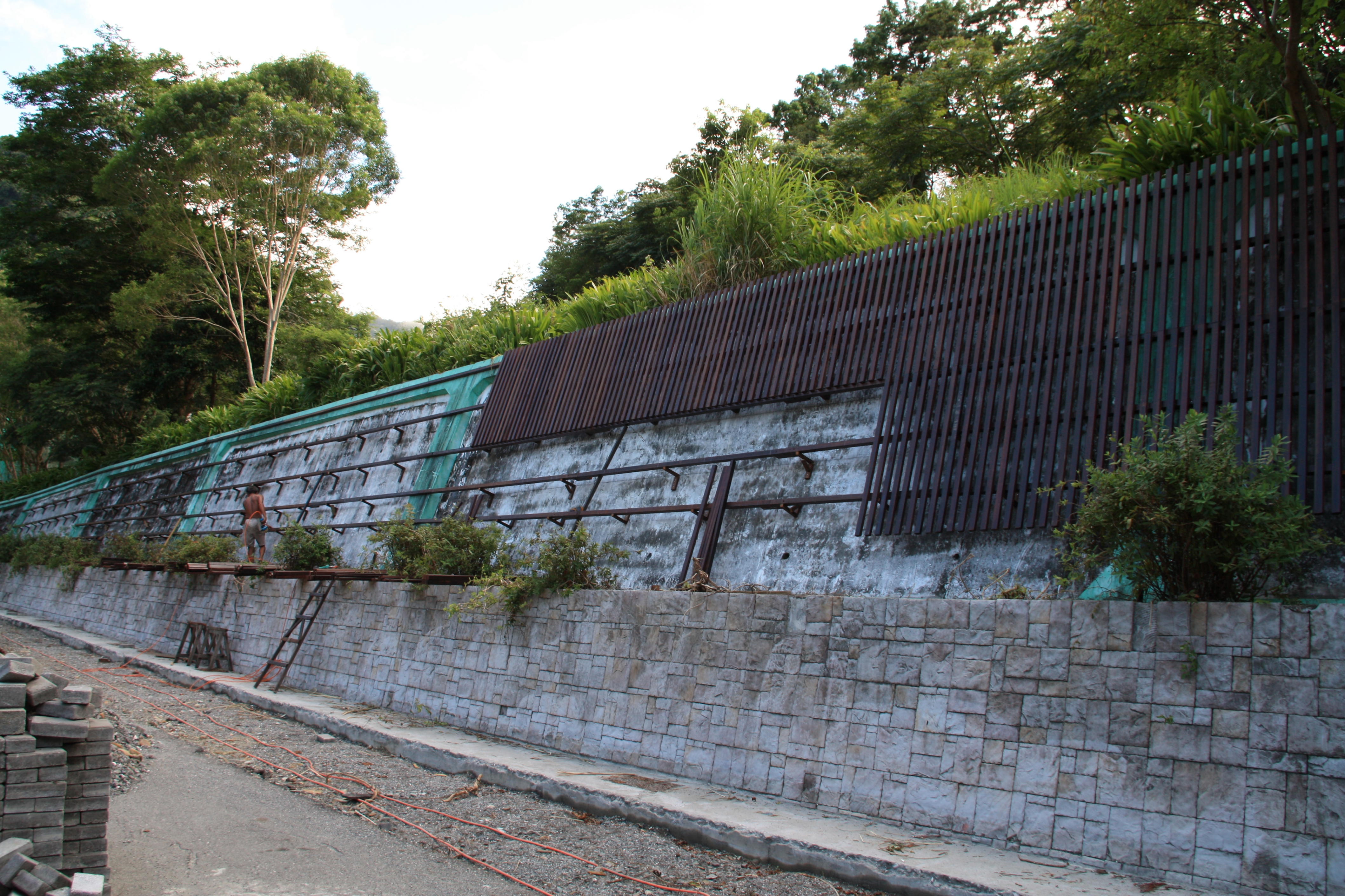
Muro di controripa a difesa di un percorso stradale

Per muro di controripa si intende il muro di contenimento realizzato a sostegno del lato a monte di una strada o di una tratta  ferroviaria, con sezione a mezza-costa od in trincea, oppure realizzato a difesa di un manufatto ubicato a valle di un pendio di terreni potenzialmente franosi.
Solitamente la progettazione di questi muri dovrebbe  avvenire contestualmente alla costruzione del manufatto da proteggere, tuttavia queste opere di difesa vengono anche messe in opera a posteriori dell'ultimazione dei lavori per il manufatto, per contrastare rischi di frane  non considerati nel progetto originario.